# Polyrhachis punctata
Polyrhachis punctata é uma espécie de formiga do gênero Polyrhachis, pertencente à subfamília Formicinae.